# Tim Moore
Tim Moore (født 18. maj 1964 i Chipping Norton, Oxfordshire) er en britisk rejsebogsforfatter, kendt for sin humor.